# Eskdalemuir
Eskdalemuir är en ort i Storbritannien.   Den ligger i kommunen Dumfries and Galloway och riksdelen Skottland, i den centrala delen av landet, 500 km nordväst om huvudstaden London. Eskdalemuir ligger 188 meter över havet och antalet invånare är 265.
Terrängen runt Eskdalemuir är platt åt sydväst, men åt nordost är den kuperad. Eskdalemuir ligger nere i en dal. Runt Eskdalemuir är det mycket glesbefolkat, med 6 invånare per kvadratkilometer. Närmaste större samhälle är Langholm, 17,1 km sydost om Eskdalemuir. Trakten runt Eskdalemuir består i huvudsak av gräsmarker.